# Československá nepravidelná jednotka Creussen
Československá nepravidelná jednotka Creussen byla operativně zřízená jednotka Čechoslováků bojující na straně Armády Spojených států amerických ve druhé světové válce.
Dne 14. dubna 1945 vstoupila do bavorského města Creußenu prvosledová jednotka americké 14. pancéřové divize, která zde nacisty držené vězně, jejichž významnou část tvořili českoslovenští občané, osvobodila. Následně se dostala do obklíčení přeskupeného protivníka, proto vyzbrojila asi tři stovky osvobozených vězňů, kteří poté na její straně tři dny působili jako podpůrná pěchota amerických tanků. Československému oddílu velel pplk. Josef Šebesta. Z něho byla zřízena Československá nepravidelná jednotka Creussen, která byla po ukončení bojů určena k udržování místní správy a pořádku v Creußenu a Bayreuthu a to do doby, než ji 7. května 1945 převzaly spojenecké struktury. Jednotka se 8. května přesunula do osvobozeného Chebu, kde z ní Josef Šebesta vytvořil Prapor národní stráže. Souběžně byl ustanoven chebským oblastním a posádkovým velitelem a se svou jednotkou výrazně přispěl k zajištění československé moci v této oblasti a stabilizaci bezpečnostní situace v nejzápadnějších Čechách a to včetně střežení klíčových objektů a obrany svěřeného území před nájezdy rabovacích komand (mj. 28. května v Karlových Varech). Ve své funkci působil Josef Šebesta do srpna 1945.

### Někteří příslušníci
- Jan Kolář (voják)
- Arnošt Kopřiva, otec výtvarnice Dagmar Renertové